# Paz (escultura)
La escultura urbana conocida como Paz, ubicada en la avenida Fundación Príncipe de Asturias, en la ciudad de Oviedo, Principado de Asturias, España, es una de las más de un centenar que adornan las calles de la mencionada ciudad española.
El paisaje urbano de esta ciudad se ve adornado por obras escultóricas, generalmente monumentos conmemorativos dedicados a personajes de especial relevancia en un primer momento, y más puramente artísticas desde finales del siglo XX.
La escultura, hecha en bronce, es obra de Luis Sanguino, y está datada en 1999. La obra muestra a una mujer desnuda que lanza al aire cinco palomas, con lo cual se quiere simbolizar la paz que trata de promover el galardón a la Concordia de los Premios Príncipe de Asturias.
Fue ubicada en el  año 1999 en la Avenida de la Fundación Príncipe de Asturias, con motivo de la inauguración de La Losa (nombre con el que se conoce popularmente la cubierta de la estación ferroviaria del Norte, sobre la que discurre la nueva avenida de la Fundación Príncipe de Asturias).